# Rönnberg & Co
Rönnberg & Co, senare Rönnberg McCann, var en svensk reklambyrå.
Byrån grundades 1983 av Bo Rönnberg, Lasse Liljendahl, Peter Kandimaa och Stefan Holte. År 1989 såldes en del av byrån till McCann-Erickson.
År 1994 slogs byrån ihop med McCanns Stockholmskontor och bytte namn till Rönnberg McCann. Efter sammanslagningen hade byrån 44 anställda. McCanns vd Jurgen Askelöf blev vd och Bo Rönnberg blev ansvarig utgivare för den sammanslagna byrån. Bo Rönnberg stannade kvar några år men lämnade byrån 1999.
I början av 2000-talet tappade byrån kunder som Hennes & Mauritz och Telia Internet Services.
År 1998 hade byrån Storåkers startats som en systerbyrå till Rönnbergs. Under år 2002 avvecklades Rönnberg och fusionerade med Storåkers (numera McCann Stockholm).
Under 1980-talet skapade Rönnberg & Co och Lasse Liljendahl ett långvarigt reklammanér för Viking Line med en kapad logotyp. År 1989 fick byrån särskilt stor uppmärksamhet för sin kreativitet och vann nästan hälften av priserna på guldäggsgalan.  Byrån vann även åtskilliga guldägg under 1990-talet.